# Hiroo
Hiroo (広尾) est un quartier de l'arrondissement de Shibuya à Tokyo, situé entre les quartiers de Shibuya, Ebisu, et ceux d'Aoyama et Azabu de l'arrondissement de Minato.

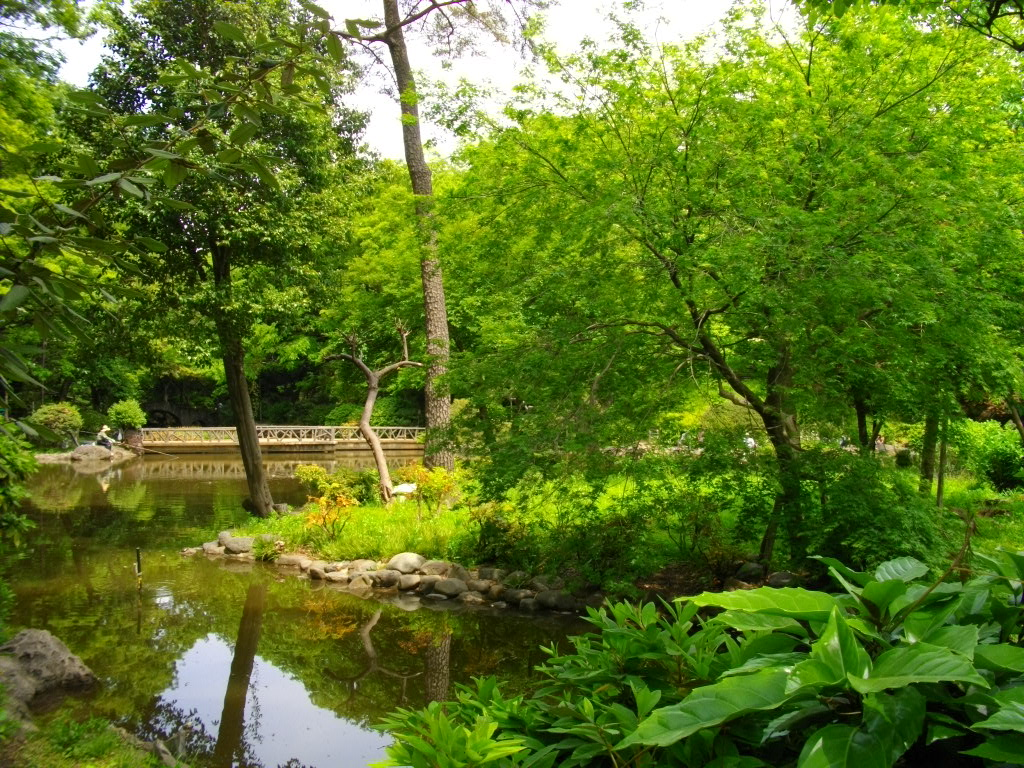
Parc commémoratif du Arisugawa-no-miya

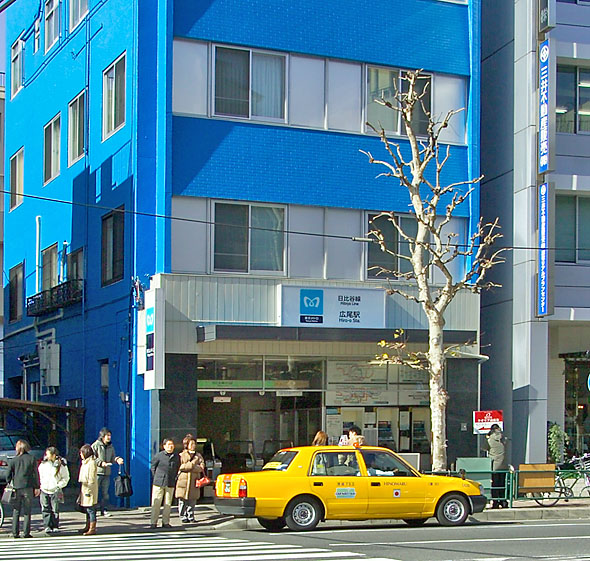
Une des entrées de la station de métro Hiroo

Le quartier est localisé sur la « frontière » entre les arrondissements de Shibuya et de Minato. Hiroo est à un jet de pierre du quartier nocturne de Roppongi, tout comme des quartiers plus calmes et commerçants tels qu'Ebisu, Azabu et Daikanyama.
C'est le troisième quartier « français » de Tokyo, loin derrière Iidabashi (Kagurazaka) et Ebisu toutefois[réf. nécessaire]. C'est dans ce quartier, et plus particulièrement celui d'Azabu (麻布), que se situent de très nombreuses ambassades, dont l'ambassade de France.
Proche de quartiers cosmopolites et très fréquentés, Hiroo est un quartier résidentiel, aisé, aux rues tranquilles. Il est agrémenté du parc mémorial d'Arisugawa-no-miya (有栖川宮記念公園, Arisugawa-no-miya kinen kōen), mêlant le style européen et quelques éléments japonais. On y croise de nombreux expatriés.
On peut accéder au quartier de Hiroo par la station de métro Hiroo de la ligne Hibiya.